# Goethegymnasium (Hannover)

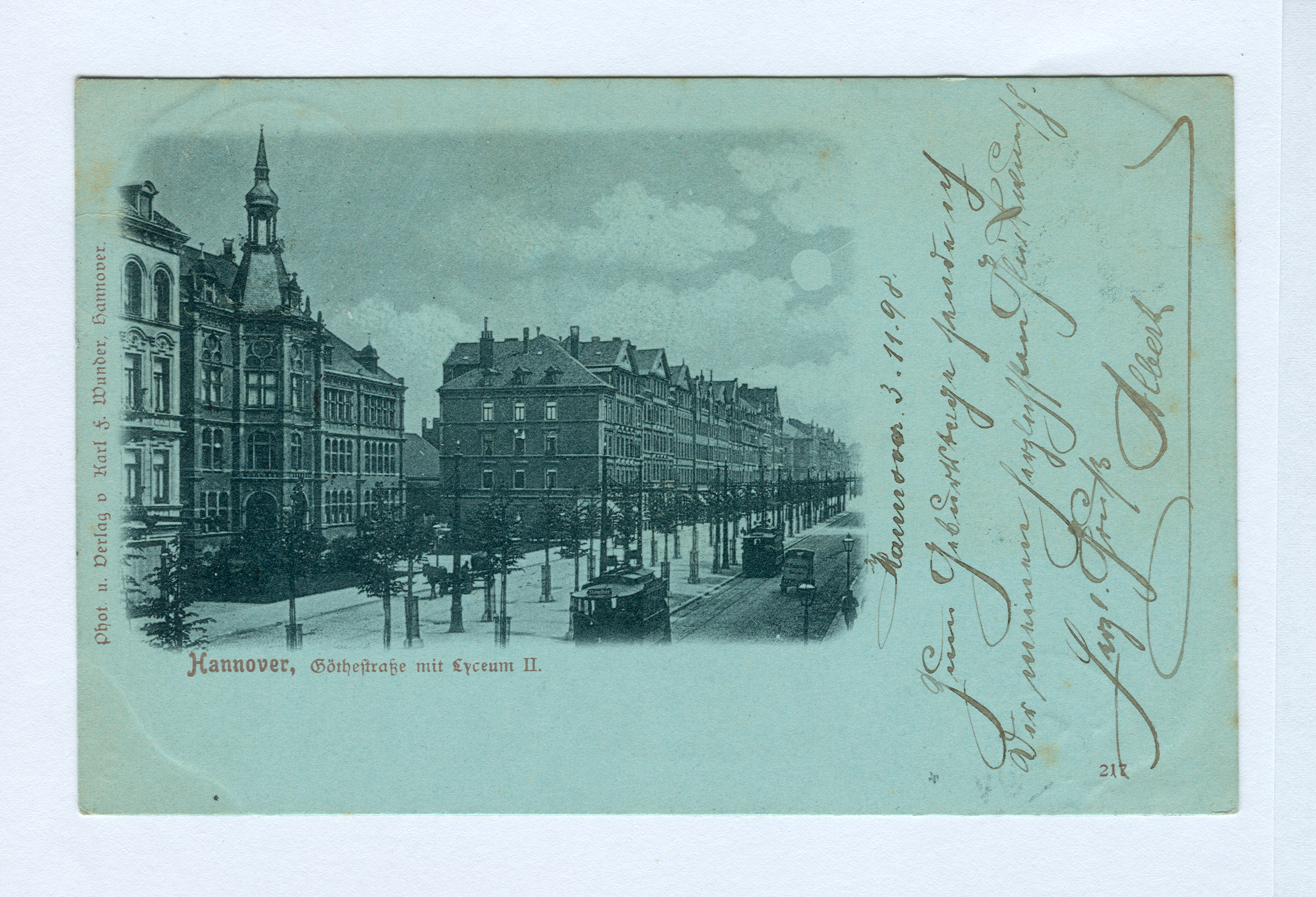
Das Lyzeum II, später Goethegymnasium, mit der Turmspitze in der Goethestraße; Ansichtskarte Nummer „217“ (Mondscheinkarte) von Karl Friedrich Wunder, um 1898

Das ehemalige Königliche Goethegymnasium (auch: Goethe-Gymnasium oder Lyzeum II) in Hannover war ein Gymnasium für Jungen. Standort war die Goethestraße in der Calenberger Neustadt.

## Geschichte
1870 begann die schon seit 1828 geplante Erweiterung Hannovers, als in der Calenberger Neustadt der letzte Rest des Stadtgrabens – Teil der ehemaligen Stadtbefestigung Hannover – zugeschüttet und darüber hinweg die Goethestraße angelegt wurde. Nun konnte 1871 das Lyzeum II gegründet werden als Abspaltung des traditionsreichen Lyzeums (dem späteren Ratsgymnasium). Das von dem Fotografen Karl Friedrich Wunder um 1898 aufgenommene und als Ansichtskarte Nummer „217“ dokumentierte Schulgebäude an der Goethestraße wurde jedoch erst später, 1888/89 bis 1890 errichtet nach Plänen des Architekten Paul Rowald.
Noch Anfang des 20. Jahrhunderts diente das spätere Goethe-Gymnasium auch als Vor- und Grundschule, die ab Ostern 1901 beispielsweise durch Ernst Jünger besucht wurde.
1907 wurde das Gymnasium vom Staat übernommen. Nachdem der Rat der Stadt Hannover 1912 beschlossen hatte, den Begriff „Lyzeum“ für die bisherigen Höheren Mädchenschulen zu verwenden, wurde das Lyzeum I in Ratsgymnasium umbenannt, das Lyzeum II in Goethegymnasium.
Kurz nach der Machtergreifung durch die Nationalsozialisten wurde das Gymnasium 1933 zur Sammelstelle für diejenigen Bücher, die der Bücherverbrennung in Hannover an der Bismarcksäule zum Opfer fallen sollten.
Durch die Luftangriffe auf Hannover im Zweiten Weltkrieg wurde das Gebäude in der Goethestraße zerstört, auf dem Grundstück wurde in den Wiederaufbaujahren das Eichamt errichtet.

## Persönlichkeiten

### Schüler
nach Geburts-Jahrgängen:
- Adolf Ulrich (1860–1889), Archivar im Stadtarchiv Hannover[11]
- Oskar Ulrich (1862–1946), Lehrer und Direktor der Höheren Töchterschule II und III in Hannover[11]
- Wilhelm Feise (1865–1948), Philologe, Lehrer und Autor[12]
- Klaudius Bojunga (1867–1949), Germanist, Pädagoge, Schulleiter und Fachautor
- Wilhelm Vöge (1868–1952), Kunsthistoriker[13]
- Friedrich Wilhelm von Rauch (1868–1899), Premierleutnant beim Potsdamer 1. Garde Regiment zu Fuss, Militärgouverneur und Erzieher der Söhne Kaiser Wilhelms II. und der Kaiserin Auguste Viktoria im Prinzenhaus Plön
- Börries von Münchhausen (1874–1945), Schriftsteller und Lyriker[14]
- Sammy Gronemann (1875–1952), Rechtsanwalt, Schriftsteller, Sohn des Rabbiners Selig Gronemann[15]
- Bernhard Rust (1883–1945), Politiker der NSDAP, leitete das preußische Kultusministerium und von 1934 bis 1945 das Reichsministerium für Wissenschaft, Erziehung und Volksbildung[16]
- Albrecht Schaeffer (1885–1950), Schriftsteller
- Karl Jakob Hirsch (1892–1952), Künstler und Schriftsteller, sowie dessen Zwillingsbruder Gottfried Hirsch[17]
- Ernst Jünger (1895–1998), Schriftsteller[9]
- Ludolf Haase (1898–1972), Mediziner und NSDAP-Politiker
- Christoph Hackethal (1899–1942), katholischer Geistlicher, im KZ Dachau umgekommen[18]
- Bernhard Sprengel (1899–1985), Fabrikant und Kunstmäzen
- Gustav Mensching (1901–1978), Religionswissenschaftler
- Kurt Dehne (1901–1990), römisch-katholischer Priester und Jesuit
- Theo Lingen (1903–1978), Schauspieler, Regisseur und Buchautor[1]
- Josef Augstein (1909–1984), Strafverteidiger
- Ernst J. Eichwald (1913–2007), Emigrant, US-amerikanischer Pathologe

### Lehrer
- 1871f.: Wilhelm Wiedasch, erster Direktor des Lyceums II. und Autor[19]
- 1871f.: Adolf Ey (1844–1934), Gymnasiallehrer, Schriftsteller[20]
- Hugo Rabe (1867–1932), Klassischer Philologe, Lehrer von 1897 bis 1915 (Reifeprüfung ebenda 1885)
- Albert Herrmann (1886–1945), Geografiehistoriker und Gymnasiallehrer

## Goetheschule
1955 ging aus der Sophienschule die heutige Goetheschule hervor mit den beiden Standorten Franziusweg 43 in Hannover-Nordstadt. Die Schwerpunkte der Goetheschule sind Naturwissenschaften, Musik und Theater. Besonders am Gymnasium Goetheschule ist der Musikzweig (seit 25 Jahren) und der freiwillige Ganztagsbetrieb, sowie die Austauschprogramme und die Hochbegabtenförderung. Im Abiturjahrgang 2013 hatte die Goetheschule stadtweit die meisten Abiturienten. Mit exakt 128 erfolgreich abgelegten Abiturprüfungen belegte sie den Spitzenplatz vor der St.-Ursula-Schule (125) und der IGS Mühlenberg (124).